# Santiago Challenger 1986
Il Santiago Challenger 1986 è stato un torneo di tennis facente parte della categoria ATP Challenger Series nell'ambito dell'ATP Challenger Series 1986. Il torneo si è giocato a Santiago in Cile dal 27 ottobre al 2 novembre 1986 su campi in terra rossa.

## Vincitori

### Singolare
Pablo Arraya ha battuto in finale  Mark Dickson con il punteggio di 2–6, 7–6, 6–0

### Doppio
Ricardo Acuña /  Hans Gildemeister hanno battuto in finale  Mark Dickson /  Derek Tarr con il punteggio di 7–6, 7–6